# Чемпионат мира по биатлону 2021
Чемпионат мира по биатлону 2021 — 55-й чемпионат мира по биатлону, который проходил в Поклюке, Словения с 9 по 21 февраля 2021 года.
Спортивное состязание по биатлону, местом проведения которого изначально планировалась российская Тюмень (центр зимних видов спорта «Жемчужина Сибири» на 45 км автомобильной дороги «Богандинский-Червишево-Чаплык»), но позже стало известно, что Россия лишена возможности проведения этого состязания из-за «допингового скандала». Событие, связанное с отменой проведения этого состязания в России получила огромное обсуждение среди спортсменов, так, например, Габриэла Коукалова поддержала решение конгресса IBU о лишении Тюмени прав проведения этого состязания.
Биатлонисты сборной России выступали на турнире под монохромным флагом Союза биатлонистов России (СБР) в составе команды RBU. IBU запретил использовать расшифровку аббревиатуры – Russian Biathlon Union. На форме спортсменов должна отсутствовать национальная символика. Так же российским биатлонистам запрещено использовать национальную символику в соцсетях во время чемпионата мира. Государственный гимн России нельзя официально исполнять в какой-либо официальной зоне чемпионата мира, вместо гимна России используется гимн IBU. IBU ввел данные ограничения в свете решения Спортивного арбитражного суда (CAS) об отстранении России от Олимпиад и чемпионатов мира на два года.
Наиболее успешно выступила сборная Норвегии: они завоевали 14 медалей (из них 7 золотых); женщины и мужчины принесли в копилку по 6 медалей (причем в одинаковом соотношении - 3 золота, 1 серебро, 2 бронзы), а также золото и серебро в смешанных эстафетах. Сборные России, Украины и Беларуси смогли добыть только по одной бронзовой медали. 
Если рассматривать отдельных спортсменов, то наиболее результативными оказались Тириль Экхофф (4 золота, серебро и бронза) и дебютант Стурла Холм Легрейд (4 золота). Французский атлет Эмильен Жаклен смог защитить свой прошлогодний титул в гонке преследования, а Лиза Тереза Хаузер, Маркета Давидова и Мартин Понсилуома впервые стали Чемпионами мира (к тому же для последнего - это еще и дебютная победа на Кубке мира). В эстафетных гонках первые титулы завоевали французы Жюлья Симон и Антонен Гигонна в одиночной смешанной эстафете, а также норвежка Ида Лиен в классической эстафете.
Благодаря высоким результатам на Чемпионате мира Тириль Экхофф вышла в лидеры общего зачета на Кубке мира, а Марте Олсбю-Ройселлан, не завоевавшая ни одной личной медали, откатилась на третье место. Лидер мужского зачета норвежский биатлонист Йоханнес Тиннес Бё также выступил не слишком удачно: всего одна бронзовая медаль в личных гонках. 

## Медальный зачёт
*   Принимающая страна (Словения)
| Место          | Страна         | Золото | Серебро | Бронза | Всего |
| -------------- | -------------- | ------ | ------- | ------ | ----- |
| 1              | Норвегия       | 7      | 3       | 4      | 14    |
| 2              | Франция        | 2      | 2       | 3      | 7     |
| 3              | Швеция         | 1      | 3       | 2      | 6     |
| 4              | Австрия        | 1      | 2       | 0      | 3     |
| 5              | Чехия          | 1      | 0       | 0      | 1     |
| 6              | Германия       | 0      | 2       | 0      | 2     |
| 7              | Беларусь       | 0      | 0       | 1      | 1     |
| 7              | СБР            | 0      | 0       | 1      | 1     |
| 7              | Украина        | 0      | 0       | 1      | 1     |
| Всего стран: 9 | Всего стран: 9 | 12     | 12      | 12     | 36    |

### Спортсмены
| С учётом всех гонок | С учётом всех гонок         | С учётом всех гонок | С учётом всех гонок | С учётом всех гонок | С учётом всех гонок |
| ------------------- | --------------------------- | ------------------- | ------------------- | ------------------- | ------------------- |
|                     |                             |                     |                     |                     |                     |
| Место               | Страна                      |                     |                     |                     | Всего               |
| 1                   | Тириль Экхофф               | 4                   | 1                   | 1                   | 6                   |
| 2                   | Стурла Холм Легрейд         | 4                   | 0                   | 0                   | 4                   |
| 3                   | Йоханнес Тиннес Бё          | 2                   | 1                   | 1                   | 4                   |
| 4                   | Марте Олсбю-Ройселанн       | 2                   | 0                   | 0                   | 2                   |
| 5                   | Лиза Тереза Хаузер          | 1                   | 2                   | 0                   | 3                   |
| 6                   | Мартин Понсилуома           | 1                   | 1                   | 1                   | 3                   |
| 6                   | Ингрид Ландмарк Тандревольд | 1                   | 1                   | 1                   | 3                   |
| 8                   | Эмильен Жаклен              | 1                   | 0                   | 1                   | 2                   |
| 9                   | Маркета Давидова            | 1                   | 0                   | 0                   | 1                   |
| 9                   | Тарьей Бё                   | 1                   | 0                   | 0                   | 1                   |
| 9                   | Ветле Шостад Кристиансен    | 1                   | 0                   | 0                   | 1                   |
| 9                   | Ида Лиен                    | 1                   | 0                   | 0                   | 1                   |
| 9                   | Антонен Гигонна             | 1                   | 0                   | 0                   | 1                   |
| 9                   | Жюлья Симон                 | 1                   | 0                   | 0                   | 1                   |
| 15                  | Себастьян Самуэльссон       | 0                   | 2                   | 2                   | 4                   |
| 16                  | Ханна Эберг                 | 0                   | 1                   | 2                   | 3                   |
| 17                  | Анаис Шевалье-Буше          | 0                   | 1                   | 1                   | 2                   |
| 17                  | Йоханнес Дале               | 0                   | 1                   | 1                   | 2                   |
| 18                  | Симон Детьё                 | 0                   | 1                   | 0                   | 1                   |
| 18                  | Арнд Пайффер                | 0                   | 1                   | 0                   | 1                   |
| 18                  | Пеппе Фемлинг               | 0                   | 1                   | 0                   | 1                   |
| 18                  | Йеспер Нелин                | 0                   | 1                   | 0                   | 1                   |
| 18                  | Франциска Пройсс            | 0                   | 1                   | 0                   | 1                   |
| 18                  | Дениз Херрман               | 0                   | 1                   | 0                   | 1                   |
| 18                  | Ванесса Хинц                | 0                   | 1                   | 0                   | 1                   |
| 18                  | Янина Хеттих                | 0                   | 1                   | 0                   | 1                   |
| 18                  | Симон Эдер                  | 0                   | 1                   | 0                   | 1                   |
| 18                  | Давид Коматц                | 0                   | 1                   | 0                   | 1                   |
| 18                  | Дуня Здоуц                  | 0                   | 1                   | 0                   | 1                   |
| 29                  | Анна Сола                   | 0                   | 0                   | 1                   | 1                   |
| 29                  | Кантен Фийон Майе           | 0                   | 0                   | 1                   | 1                   |
| 29                  | Линн Перссон                | 0                   | 0                   | 1                   | 1                   |
| 29                  | Александр Логинов           | 0                   | 0                   | 1                   | 1                   |
| 29                  | Эдуард Латыпов              | 0                   | 0                   | 1                   | 1                   |
| 29                  | Матвей Елисеев              | 0                   | 0                   | 1                   | 1                   |
| 29                  | Карим Халили                | 0                   | 0                   | 1                   | 1                   |
| 29                  | Елена Пидгрушная            | 0                   | 0                   | 1                   | 1                   |
| 29                  | Юлия Джима                  | 0                   | 0                   | 1                   | 1                   |
| 29                  | Анастасия Меркушина         | 0                   | 0                   | 1                   | 1                   |
| 29                  | Дарья Блашко                | 0                   | 0                   | 1                   | 1                   |

| Без учёта эстафетных гонок | Без учёта эстафетных гонок  | Без учёта эстафетных гонок | Без учёта эстафетных гонок | Без учёта эстафетных гонок | Без учёта эстафетных гонок |
| -------------------------- | --------------------------- | -------------------------- | -------------------------- | -------------------------- | -------------------------- |
|                            |                             |                            |                            |                            |                            |
| Место                      | Страна                      |                            |                            |                            | Всего                      |
| 1                          | Тириль Экхофф               | 2                          | 0                          | 1                          | 3                          |
| 2                          | Стурла Холм Легрейд         | 2                          | 0                          | 0                          | 2                          |
| 3                          | Лиза Тереза Хаузер          | 1                          | 1                          | 0                          | 2                          |
| 4                          | Эмильен Жаклен              | 1                          | 0                          | 1                          | 2                          |
| 5                          | Мартин Понсилуома           | 1                          | 0                          | 0                          | 1                          |
| 5                          | Маркета Давидова            | 1                          | 0                          | 0                          | 1                          |
| 7                          | Анаис Шевалье-Буше          | 0                          | 1                          | 1                          | 2                          |
| 7                          | Ингрид Ландмарк Тандревольд | 0                          | 1                          | 1                          | 2                          |
| 7                          | Йоханнес Дале               | 0                          | 1                          | 1                          | 2                          |
| 10                         | Симон Детьё                 | 0                          | 1                          | 0                          | 1                          |
| 10                         | Себастьян Самуэльссон       | 0                          | 1                          | 0                          | 1                          |
| 10                         | Ханна Эберг                 | 0                          | 1                          | 0                          | 1                          |
| 10                         | Арнд Пайффер                | 0                          | 1                          | 0                          | 1                          |
| 14                         | Анна Сола                   | 0                          | 0                          | 1                          | 1                          |
| 14                         | Кантен Фийон Майе           | 0                          | 0                          | 1                          | 1                          |
| 14                         | Йоханнес Тиннес Бё          | 0                          | 0                          | 1                          | 1                          |

## Расписание
| Дата       | Время (мст) | Дисциплина                            |
| ---------- | ----------- | ------------------------------------- |
| 10 февраля | 15:00       | Смешанная эстафета.                   |
| 12 февраля | 14:30       | Спринт. Мужчины 10 км.                |
| 13 февраля | 14:30       | Спринт. Женщины 7,5 км.               |
| 14 февраля | 13:15       | Гонка преследования. Женщины 10 км.   |
| 14 февраля | 15:30       | Гонка преследования. Мужчины 12,5 км. |
| 16 февраля | 12:05       | Индивидуальная гонка. Женщины 15 км.  |
| 17 февраля | 15:15       | Индивидуальная гонка. Мужчины 20 км.  |
| 18 февраля | 15:15       | Одиночная смешанная эстафета.         |
| 20 февраля | 13:45       | Эстафета. Женщины 4х6 км.             |
| 20 февраля | 15:00       | Эстафета. Мужчины 4х7,5 км.           |
| 21 февраля | 11:30       | Масс-старт. Женщины 12,5 км.          |
| 21 февраля | 15:15       | Масс-старт. Мужчины 15 км             |

## Медалисты

### Мужчины
| Дисциплина                                | Золото                                                                                     | Золото                                                    | Серебро                                                                           | Серебро                                               | Бронза                                                           | Бронза                        |
| ----------------------------------------- | ------------------------------------------------------------------------------------------ | --------------------------------------------------------- | --------------------------------------------------------------------------------- | ----------------------------------------------------- | ---------------------------------------------------------------- | ----------------------------- |
| Спринт 10 км см. подробнее                | Мартин Понсилуома · Швеция                                                                 | 24:41.1 (0+0)                                             | Симон Детьё · Франция                                                             | +11.2 (1+0)                                           | Эмильен Жаклен · Франция                                         | +12.9 (1+0)                   |
| Гонка преследования 12,5 км см. подробнее | Эмильен Жаклен · Франция                                                                   | 31:22.1.9 (0+0+0+0)                                       | Себастьян Самуэльссон · Швеция                                                    | +7.3 (0+0+0+0)                                        | Йоханнес Тиннес Бё · Норвегия                                    | +8.1 (0+1+1+0)                |
| Индивидуальная гонка 20 км см. подробнее  | Стурла Холм Легрейд · Норвегия                                                             | 49:27.6 (0+0+0+0)                                         | Арнд Пайффер · Германия                                                           | +16.9 (0+0+0+0)                                       | Йоханнес Дале · Норвегия                                         | +40.9 (0+1+0+0)               |
| Масс-старт 15 км см. подробнее            | Стурла Холм Легрейд · Норвегия                                                             | 36:27.2 (0+0+0+1)                                         | Йоханнес Дале · Норвегия                                                          | +10.2 (0+1+1+0)                                       | Кантен Фийон Майе · Франция                                      | +12.8 (1+1+0+0)               |
| Эстафета 4×7,5 км см. подробнее           | Норвегия · Стурла Холм Легрейд · Тарьей Бё · Йоханнес Тиннес Бё · Ветле Шостад Кристиансен | 1:12:27.4 (0+1) (0+1) (0+0) (0+3) (0+1) (0+0) (0+0) (0+2) | Швеция · Пеппе Фемлинг · Йеспер Нелин · Мартин Понсилуома · Себастьян Самуэльссон | +33.1 (0+3) (0+0) (0+1) (0+0) (0+2) (0+1) (0+0) (0+0) | СБР Карим Халили Матвей Елисеев Александр Логинов Эдуард Латыпов | +50.9 (0+2) (0+0) (0+0) (0+1) |

### Женщины
| Дисциплина                               | Золото                                                                           | Золото                                                    | Серебро                                                                    | Серебро                                              | Бронза                                                                       | Бронза                                               |
| ---------------------------------------- | -------------------------------------------------------------------------------- | --------------------------------------------------------- | -------------------------------------------------------------------------- | ---------------------------------------------------- | ---------------------------------------------------------------------------- | ---------------------------------------------------- |
| Спринт 7,5 км см. подробнее              | Тириль Экхофф · Норвегия                                                         | 21:18.7 (0+0)                                             | Анаис Шевалье-Буше · Франция                                               | +12.0 (0+1)                                          | Анна Сола · Беларусь                                                         | +14.4 (0+0)                                          |
| Гонка преследования 10 км см. подробнее  | Тириль Экхофф · Норвегия                                                         | 30:38.1 (1+0+1+0)                                         | Лиза Тереза Хаузер · Австрия                                               | +17.3 (1+0+0+0)                                      | Анаис Шевалье-Буше · Франция                                                 | +30.0 (0+1+0+1)                                      |
| Индивидуальная гонка 15 км см. подробнее | Маркета Давидова · Чехия                                                         | 42:27.7 (0+0+0+0)                                         | Ханна Эберг · Швеция                                                       | +27.9 (0+0+1+0)                                      | Ингрид Тандревольд · Норвегия                                                | +1:04.0 (0+1+0+0)                                    |
| Масс-старт 12,5 км см. подробнее         | Лиза Тереза Хаузер · Австрия                                                     | 36:05.7 (0+0+0+0)                                         | Ингрид Тандревольд · Норвегия                                              | +21.7 (0+0+1+0)                                      | Тириль Экхофф · Норвегия                                                     | +23.0 (1+0+1+1)                                      |
| Эстафета 4×6 км см. подробнее            | Норвегия · Ингрид Тандревольд · Тириль Экхофф · Ида Лиен · Марте Олсбю-Ройселанн | 1:10:39.0 (0+0) (0+1) (0+2) (0+1) (0+1) (0+2) (0+3) (0+1) | Германия · Ванесса Хинц · Янина Хеттих · Дениз Херрманн · Франциска Пройсс | +8.8 (0+0) (0+0) (0+2) (0+0) (0+3) (0+0) (0+0) (0+0) | Украина · Анастасия Меркушина · Юлия Джима · Дарья Блашко · Елена Пидгрушная | +9.2 (0+1) (0+0) (0+1) (0+2) (0+1) (0+0) (0+0) (0+2) |

### Смешанные эстафеты
| Дисциплина                                          | Золото                                                                                      | Золото                                                    | Серебро                                                                            | Серебро                                              | Бронза                                                                             | Бронза                                                |
| --------------------------------------------------- | ------------------------------------------------------------------------------------------- | --------------------------------------------------------- | ---------------------------------------------------------------------------------- | ---------------------------------------------------- | ---------------------------------------------------------------------------------- | ----------------------------------------------------- |
| Смешанная эстафета 4×7,5 км см. подробнее           | Норвегия · Стурла Холм Легрейд · Йоханнес Тиннес Бё · Тириль Экхофф · Марте Олсбю-Ройселанн | 1:20:19.3 (0+0) (0+1) (0+1) (0+1) (0+2) (0+2) (0+1) (0+3) | Австрия · Давид Коматц · Симон Эдер · Дуня Здоуц · Лиза Тереза Хаузер              | +27.0 (0+1) (0+0) (0+0) (0+0) (0+0) (0+1)            | Швеция · Себастьян Самуэльссон · Мартин Понсилуома · Линн Перссон · Ханна Эберг    | +30.6 (0+0) (0+2) (0+1) (0+2) (0+0) (0+1) (0+2) (0+0) |
| Одиночная смешанная эстафета 6+7,5 км см. подробнее | Франция · Антонен Гигонна · Жюлья Симон · Антонен Гигонна · Жюлья Симон                     | 36:42.4 (0+2) (0+1) (0+0) (0+0) (0+1) (0+1)               | Норвегия · Йоханнес Тиннес Бё · Тириль Экхофф · Йоханнес Тиннес Бё · Тириль Экхофф | +2.8 (0+1) (0+2) (0+1) (0+1) (0+3) (0+1) (0+0) (0+0) | Швеция · Себастьян Самуэльссон · Ханна Эберг · Себастьян Самуэльссон · Ханна Эберг | +22.6 (0+2) (0+1) (0+0) (0+1) (0+2) (0+1)             |